# Тихонов, Сергей Константинович
Сергей Константинович Ти́хонов (1921—1992) — советский российский актёр, педагог. Народный артист СССР (1981).

## Биография

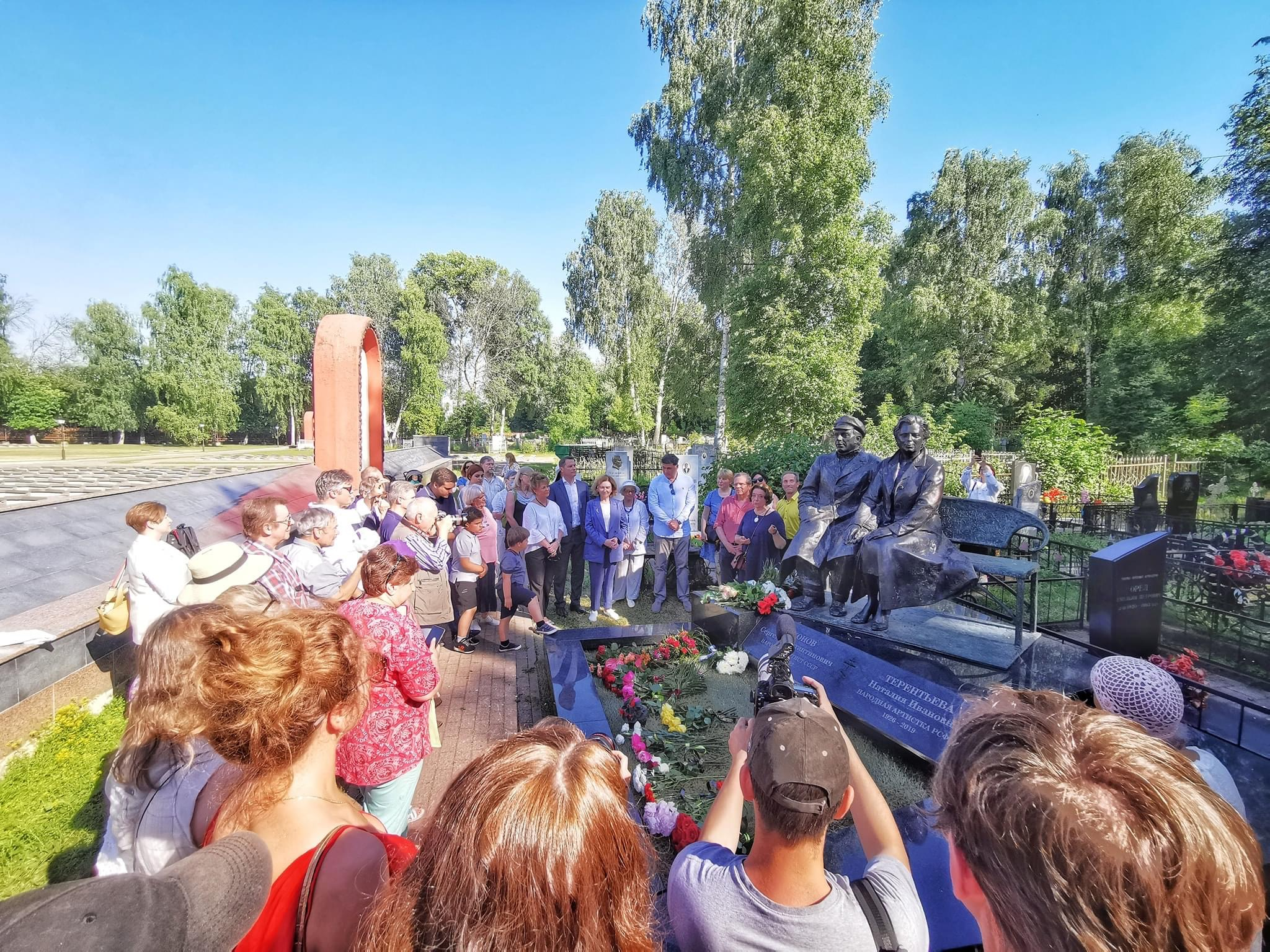

Родился 20 июня 1921 года в Москве. Вырос там же.
В 1941 году окончил курсы окружной школы санинструкторов Прибалтийского военного округа. В июне 1941 года ушёл добровольцем на фронт. Был помощником командира взвода санотдела 5-й армии Западного фронта, затем санинструктором 1-й стрелковой бригады Западного фронта. С 1942 года — артист политотдела 42-й гвардейской стрелковой дивизии, с марта по август 1945 — фронтовой бригады 2-го Украинского фронта. На фронте дал две с половиной тысячи концертов. Награждён орденом Красной Звезды (1942, вынес с поля боя 104 человека). Закончил войну артистом ансамбля Киевского военного округа.
В 1946—1950 годах учился в Московском городском театральном училище при Театре Революции (курс В. В. Готовцева). Впоследствии закончил и ГИТИС имени А. В. Луначарского.
После училища вместе с женой актрисой Наталией Терентьевой работали в Иркутском ТЮЗе (1950—1953) и Псковском театре драмы им. А. С. Пушкина (1953—1956).
С 1956 года супруги работали в Ярославском театре драмы им. Ф. Волкова, где актёр исполнил более сотни ролей.
С 1962 года преподавал в Ярославском театральном училище (с 1980 — Ярославский государственный театральный институт), заведовал кафедрой актёрского мастерства, с 1986 — профессор.

Умер 9 ноября 1992 года в Ярославле. Похоронен на Воинском мемориальном кладбище Ярославля. В день 100-летия со дня рождения артиста на могиле установлен памятник 

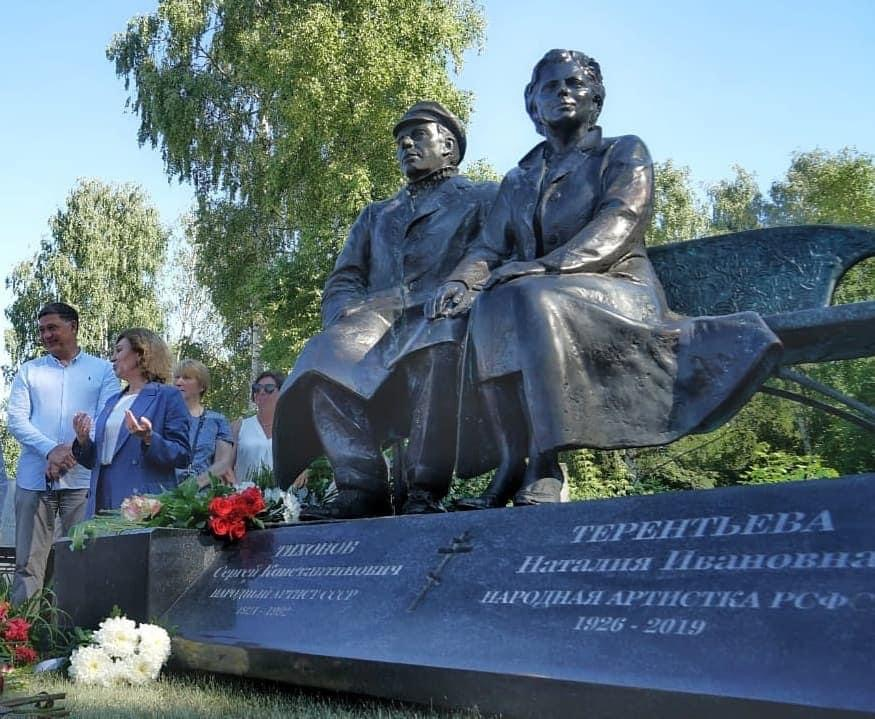
Открытие памятника Народному артисту СССР Сергею Тихонову и Народной артистке РСФСР Наталье Терентьевой

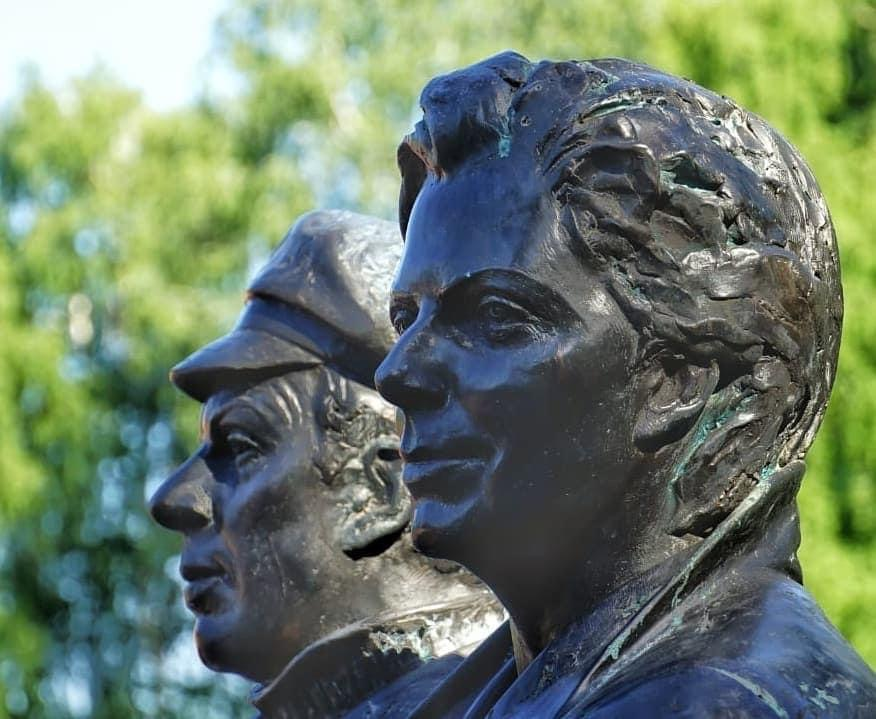
Памятник Народным артистам

 (скульпторы А. Рукавишников , А. Свиязов, архитектор С. Шаров).
В марте 2021 родственниками артиста учреждена региональная театральная «Премия Народного артиста СССР Сергея Тихонова и Народной артистки РСФСР Наталии Терентьевой» за лучшую мужскую и женскую роль в сезоне.

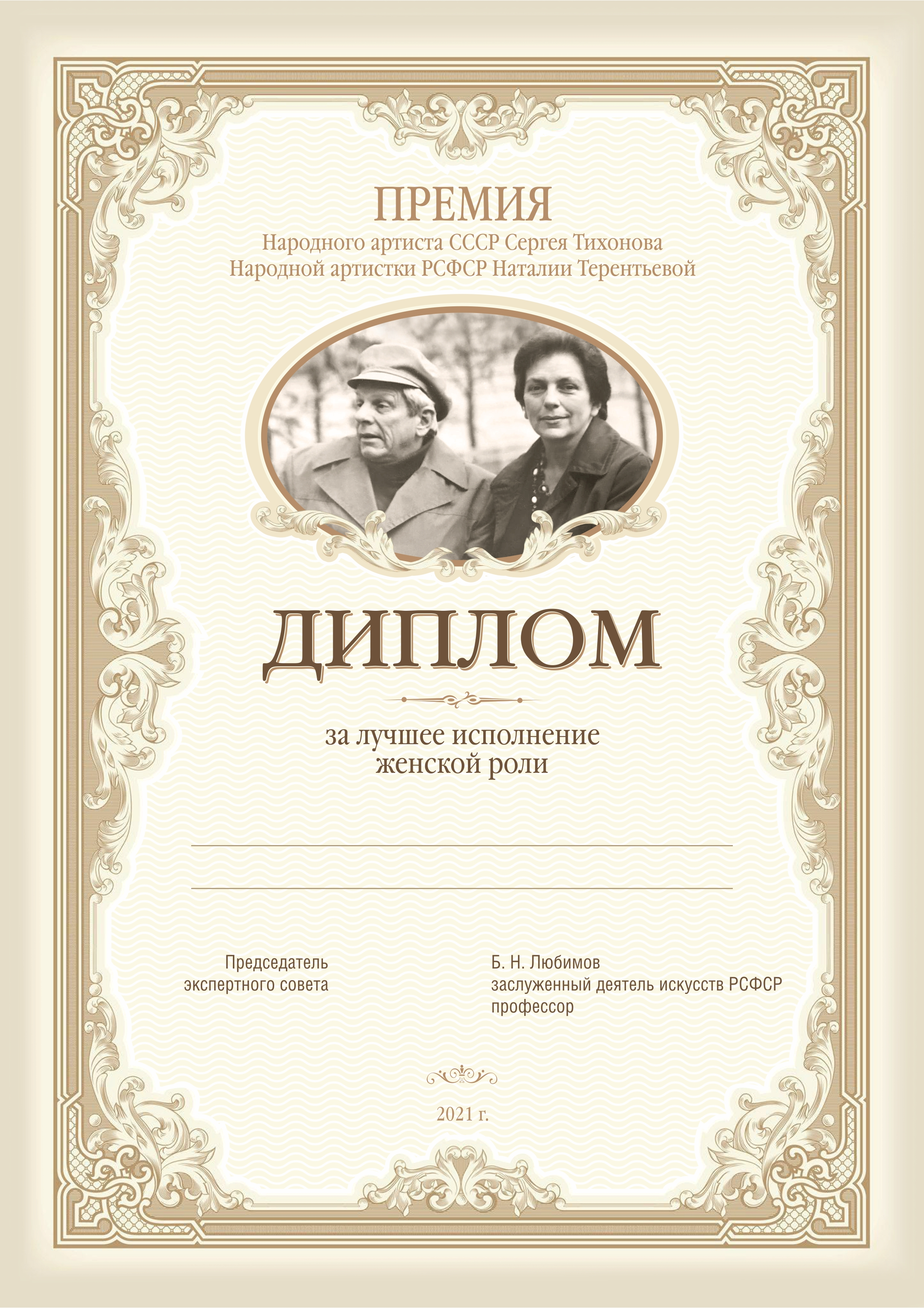
Диплом театральной премии

### Семья
- Жена — Наталия Ивановна Терентьева (1926—2019), актриса. Народная артистка РСФСР (1980).
- Сын — Никита Сергеевич Тихонов (род. 1952), режиссёр документального кино и телевидения.

## Награды и звания
- Заслуженный артист РСФСР (1972)
- Народный артист РСФСР (1976)
- Народный артист СССР (1981)
- Орден Красной Звезды (1942)
- Орден Отечественной войны II степени
- Медаль «За победу над Германией в Великой Отечественной войне 1941—1945 гг.»
- Медаль «За боевые заслуги»

## Избранные роли в театре
- «Мораль пани Дульской» Г. Запольской — пан Збышко
- «На всякого мудреца довольно простоты» А. Островского — Городулин
- «Доходное место» А. Островского — чиновник Юсов
- «Горячее сердце» А. Островского — Градобоев
- «Человек и глобус» В. Лаврентьева — учёный-атомщик Цветков
- «Барабанщица» А. Салынского — Мика Ставинский
- «Океан» А. Штейна — Светличный
- «Фёдор Волков» — Пётр III
- «Печорин» по роману «Герой нашего времени» М. Лермонтова — Вернер
- «Третья патетическая» Н. Погодина — Владимир Ильич Ленин
- «Снега» Ю. Чепурина — Владимир Ильич Ленин
- «Синие кони на красной траве» («Революционный этюд») М. Шатрова — Владимир Ильич Ленин
- «Самый правдивый» Г. Горина — барон Мюнхаузен
- «Характеры» В. Шукшина — ветеринар Козулин
- «Враги» М. Горького — Яков Бардин
- «Дети солнца» М. Горького — доктор Макаров
- «Моцарт и Сальери» А. Пушкина — Сальери
- «Горе от ума» А. Грибоедова — Репетилов
- «Недоросль» Д. Фонвизина — Митрофанушка, Правдин
- «Тартюф» Мольера — Оргон
- «О вреде табака» А. Чехова — Нюхин
- «Иванов» А. Чехова — Львов
- «Вишнёвый сад» А. Чехова — Симеонов-Пищик
- «У моря» В. Розова — Огородников

## Фильмография
- 1973 — Гончарный круг — дед Макар
- 1973 — Назначение — эпизод
- 1977 — Личное счастье — Олег Васильевич, секретарь обкома
- 1981 — Женщина в белом — Гилмор, адвокат